# Rosedale (Toronto)
Pour les articles homonymes, voir Rosedale.
Rosedale est un quartier huppé de la ville de Toronto, au Canada. Ancien domaine de William Botsford Jarvis, homme d'affaires et figure politique du Haut-Canada au XIXe siècle, le quartier est situé dans la partie nord du centre-ville de Toronto, au nord des quartiers de Church and Wellesley et de St. James Town, et à l'est de Yorkville et de The Annex. Il est, avec les deux autres quartiers aisés de Toronto que sont Forest Hill et Bridle Path, l'un des quartiers de Toronto au plus haut niveau de vie, avec un revenu annuel moyen par foyer de 245 000 dollars canadiens.
Le quartier est desservi par deux stations du métro de Toronto : Rosedale à l'ouest, et Castle Frank au sud-est.